# Pw4ü Bay 09

Zeichnung zu Pw4ü Bay 09

Bei den bayerischen Pw4ü Bay 09 / Pw4ü Bay 09/21 / Pw4ü Bay 09/21a handelt es sich Drehgestell-Packwagen nach dem Blatt 232 für die Königlich Bayerischen Staatseisenbahnen.

## Beschaffung
Für den Einsatz in Durchgangs-, Schnell- und Eilzügen wurden adäquate Gepäckwagen benötigt. So beschaffte die KBayStsB zwischen 1906 und 1923 insgesamt 85 vierachsige Wagen in drei Lieferserien. Die Serie der Wagen von 1909 (geliefert bis 1919) wurden nach gleichen Zeichnungen wie die nach Blatt 231 gebaut. Sie waren alle für den grenzüberschreitenden Einsatz nach Österreich, der Schweiz, Frankreich oder Italien ausgestattet.

## Verbleib
Fünf Wagen mussten als Reparationsleistungen 1919 abgegeben werden. Insgesamt vier Wagen wurden zwischen 1930 und 1940 ausgemustert, bei neun Wagen ist der Verbleib nach Kriegsende 1945 ungeklärt. Vier Wagen waren als Altschadwagen abgestellt und wurden bis Juli 1950 ausgemustert. Insgesamt 12 kamen noch zur DB und ein Fahrzeug wurde 1945 an die ÖBB abgegeben.

## Konstruktive Merkmale

### Untergestell
Der Rahmen der Wagen war komplett aus Profileisen aufgebaut und genietet. Die äußeren Längsträger hatten U-Form mit nach außen gerichteten Flanschen. Die Querträger waren ebenfalls aus U-Profilen und nicht gekröpft. Als Zugeinrichtung hatten die Wagen Schraubenkupplungen nach VDEV. Die Zugstange war durchgehend und mittig gefedert. Als Stoßeinrichtung besaßen die Wagen ursprünglich 2-fach geschlitzte Korbpuffer mit einer Einbaulänge von 650 mm und 400 mm für die Pufferteller. Diese wurde später durch Hülsenpuffer ersetzt. Zur Unterstützung der äußeren Längsträger wurde ein Sprengwerk aus Säulenständern und nachstellbaren Spannstangen eingebaut.

### Laufwerk
Die Wagen hatten aus Bleche und Winkeln genietete Drehgestelle der bayerischen Bauart mit einem Radstand von 2500 mm. Gelagert waren die Achsen in Gleitachslagern. Die Räder hatten Speichenradkörper. Für den internationalen Einsatz hatten die Wagen neben der Westinghouse-Luftdruckbremse auch Saugluftbremsen des Systems Hardy. Zusätzlich gab es noch eine Handspindelbremse, die auch von der Kanzel des Dienstraums aus bedient werden konnte.

### Wagenkasten
Der Rahmen des Wagenkastens bestand aus einem hölzernen Ständerwerk, welches durch stählerne Zugbänder versteift wurde. Die Wände waren außen mit Blechen und innen mit Holz verkleidet. Die Seiten- und die Stirnwände waren gerade, die Einstiegstüren eingerückt. Der Wagenkasten war in ein Dienstabteil, zwei abgeschlossene Zollabteile mit Seitengang sowie einem großen Gepäckraum mit zwei Hundeboxen unterteilt. Das flache Tonnendach war über dem Dienstraum mit einer aufgesetzten Kanzel versehen, die dem Zugführer als Beobachtungskanzel diente. Über den Einstiegstüren waren die Dächer ausgespart. Bei den Wagen der Baulose ab 1913 besaßen die Dächer die windschnittigen Aussparungen. Die Wagenübergänge an den Stirnseiten waren durch Faltenbälge gesichert. Zum schnellen Be- und Entladen gab es je eine 1.500 mm und eine 1.400 mm breite Schiebetüren, die auf Rollen standen und mit Kopfstangen geführt wurden.

### Ausstattung
Neben einem Dienstabteil mit Zugführerkanzel und Abort gab es einen großen Laderaum mit zwei integrierten, abschließbaren Zollabteilen. Diese wurden bei der Umbauaktion 1921 teilweise entfernt. Bei allen Wagen gab es noch zwei Hundeboxen.
Beleuchtet wurden die Wagen mit Gas- und Gasglühlichter. Der zur Versorgung dienende Behälter war in Längsrichtung unter dem Wagenkasten angebracht. In den 1930er Jahren erfolgte ein Umbau auf elektrische Beleuchtung. Die Beheizung erfolgte mit Dampf. Zur Belüftung gab es statische Lüfter auf dem Dach.

## Wagennummern
| Herstelldaten        | Herstelldaten        | Wagennummern je Epoche Gattungszeichen | Wagennummern je Epoche Gattungszeichen | Wagennummern je Epoche Gattungszeichen | Wagennummern je Epoche Gattungszeichen | Wagennummern je Epoche Gattungszeichen | Wagennummern je Epoche Gattungszeichen | Wagennummern je Epoche Gattungszeichen | Fahrwerk | Fahrwerk | Fahrwerk | Ausstattung | Ausstattung | Ausstattung | Ausstattung | Ausstattung | Ausstattung | Ausstattung | Zusatzinfos | Zusatzinfos | Zusatzinfos | Zusatzinfos |
| Bau- jahr            | Her- steller         | ab 1875                                | ab 1909 (1907)                         | Rep. (1919)                            | DR (ab 1923) | DRG (ab 1930) | DRG n. Umbau | Ausge- mustert | Bremsen | Anz. Achs. | Lenk- achs. | Bl. | Hz. | Anz. Abort | Anzahl der Abteile | Anzahl der Abteile | Anzahl der Abteile | Anzahl der Abteile | Signal- halter | Bemerkung | | |
| Blatt-Nr. 232        | Blatt-Nr. 232        |                                        | PPü                                    |                                        | Pw4ü Bay 09 | Pw4ü Bay 09 | | | (siehe Legende) | | | (siehe Legende) | (siehe Legende) | | D | G | V | Z | (siehe Legende) | | | |
| -------------------- | -------------------- | -------------------------------------- | -------------------------------------- | -------------------------------------- | --- | --- | --- | --- | --- | --- | --- | --- | --- | --- | --- | --- | --- | --- | --- | --- | --- | --- |
| 1909                 | Rathg.               |                                        | 17 677                                 |                                        | 90 020 Mü | 107 583 Mü | | 09/1961 | H; Wsbr; Ahbr; | 4 | | G | D | 1 | 1 | 1 | 1 | 2 | AT; CH; IT; FR | Umbau zu Bahndienstwagen 524 996 | | |
| 1913                 | Rathg.               |                                        | 17 865 Mü                              |                                        | 90 003 Mü | 107 964 Mü | | ? 1945 | H; Wsbr; Ahbr; | 4 | | G | D | 1 | 1 | 1 | 1 | 2 | AT; IT; FR | | | |
| 1913                 | Rathg.               | 17 868 Mü                              |                                        | 90 004 Mü                              | 107 766 Mü | | 06/1961 | | H; Wsbr; Ahbr; | 4 | | G | D | 1 | 1 | 1 | 1 | 2 | AT; IT; FR | | | |
| 1919                 | Rathg.               |                                        | 17 858 Mü                              |                                        | 90 004 Nür | 107 949 Mü | | ? 1945 | H; Wsbr; Ahbr; | 4 | | G | D | 1 | 1 | 1 | 1 | 2 | | | | |
| 1919                 | Rathg.               | 17 859 Mü                              |                                        | 90 004 Reg                             | 107 950 Mü | | | ? 1945 | H; Wsbr; Ahbr; | 4 | | G | D | 1 | 1 | 1 | 1 | 2 | | | | |
| Blatt-Nr. 232        | Blatt-Nr. 232        |                                        | PPü                                    |                                        | Pw4ü Bay 09 | Pw4ü Bay 09 | Pw4ü Bay 09/21 | | (siehe Legende) | | | (siehe Legende) | (siehe Legende) | | D | G | V | Z | (siehe Legende) | Rückbau von einem Zollabteil | | |
| 1909                 | Rathg.               |                                        | 17 667                                 |                                        | 90 011 Mü | 107 573 Mü | 107 573 Mü | 05/1945 | H;Wsbr;Ahbr; | 4 | | G | D | 1 | 1 | 1 | 1 | 2 | AT;CH;IT;FR | Abgabe an die ÖBB, Nr. 60 260 | | |
| 1909                 | Rathg.               | 17 668                                 |                                        | 90 012 Mü                              | 107 574 Mü | 107 574 Mü | xx/193x | | H;Wsbr;Ahbr; | 4 | | G | D | 1 | 1 | 1 | 1 | 2 | AT;CH;IT;FR | | | |
| 1909                 | Rathg.               | 17 669                                 |                                        | 90 013 Mü                              | 107 575 Mü | 107 575 Mü | 01/1958 | | H;Wsbr;Ahbr; | 4 | | G | D | 1 | 1 | 1 | 1 | 2 | AT;CH;IT;FR | | | |
| 1909                 | Rathg.               | 17 670                                 |                                        | 90 033 Mü                              | 107 576 Mü | 107 576 Mü | 10/1961 | | H;Wsbr;Ahbr; | 4 | | G | D | 1 | 1 | 1 | 1 | 2 | AT;CH;IT;FR | | | |
| 1909                 | Rathg.               | 17 671                                 |                                        | 90 014 Mü                              | 107 577 Mü | 107 577 Mü | 06/1950 | Altschadwagen | H;Wsbr;Ahbr; | 4 | | G | D | 1 | 1 | 1 | 1 | 2 | AT;CH;IT;FR | | | |
| 1909                 | Rathg.               | 17 672                                 |                                        | 90 015 Mü                              | 107 578 Mü | 107 578 Mü | ? 1945 | | H;Wsbr;Ahbr; | 4 | | G | D | 1 | 1 | 1 | 1 | 2 | AT;CH;IT;FR | | | |
| 1909                 | Rathg.               | 17 673                                 |                                        | 90 016 Mü                              | 107 579 Mü | 107 579 Mü | xx/193x | | H;Wsbr;Ahbr; | 4 | | G | D | 1 | 1 | 1 | 1 | 2 | AT;CH;IT;FR | | | |
| 1909                 | Rathg.               | 17 674                                 |                                        | 90 017 Mü                              | 107 580 Mü | 107 580 Mü | xx/193x | | H;Wsbr;Ahbr; | 4 | | G | D | 1 | 1 | 1 | 1 | 2 | AT;CH;IT;FR | | | |
| 1909                 | Rathg.               | 17 675                                 |                                        | 90 018 Mü                              | 107 581 Mü | 107 581 Mü | 09/1961 | | H;Wsbr;Ahbr; | 4 | | G | D | 1 | 1 | 1 | 1 | 2 | AT;CH;IT;FR | | | |
| 1909                 | Rathg.               | 17 676                                 |                                        | 90 019 Mü                              | 107 582 Mü | 107 582 Mü | 07/1950 | Altschadwagen | H;Wsbr;Ahbr; | 4 | | G | D | 1 | 1 | 1 | 1 | 2 | AT;CH;IT;FR | | | |
| 1909                 | Rathg.               | 17 678                                 |                                        | 90 021 Mü                              | 107 584 Mü | 107 584 Mü | ? 1945 | | H;Wsbr;Ahbr; | 4 | | G | D | 1 | 1 | 1 | 1 | 2 | AT;CH;IT;FR | | | |
| 1913                 | Rathg.               |                                        | 17 864 Mü                              |                                        | 90 010 Wür | 107 763 Nür | 107 763 Nür | 05/1960 | H; Wsbr; Ahbr; | 4 | | G | D | 1 | 1 | 1 | 1 | 2 | AT; IT; FR | | | |
| 1913                 | Rathg.               | 17 866 Mü                              |                                        | 90 022 Mü                              | 107 765 Nür | 107 765 Nür | 05/1960 | | H; Wsbr; Ahbr; | 4 | | G | D | 1 | 1 | 1 | 1 | 2 | AT; IT; FR | | | |
| 1913                 | Rathg.               | 17 867 Mü                              | X                                      |                                        | | | 11/1919 | | H; Wsbr; Ahbr; | 4 | | G | D | 1 | 1 | 1 | 1 | 2 | AT; IT; FR | | | |
| 1913                 | Rathg.               | 17 869 Mü                              |                                        | 90 023 Mü                              | 107 767 Mü | 107 767 Mü | xx/193x | | H; Wsbr; Ahbr; | 4 | | G | D | 1 | 1 | 1 | 1 | 2 | AT; IT; FR | | | |
| 1913                 | Rathg.               | 17 870 Mü                              |                                        | 90 024 Mü                              | 107 768 Mü | 107 768 Mü | 01/1960 | Umbau zu BDW 728 210 | H; Wsbr; Ahbr; | 4 | | G | D | 1 | 1 | 1 | 1 | 2 | AT; IT; FR | | | |
| 1913                 | Rathg.               | 17 871 Mü                              |                                        | 90 025 Mü                              | 107 769 Mü | 107 769 Mü | ? 1945 | AT: CH; IT | H; Wsbr; Ahbr; | 4 | | G | D | 1 | 1 | 1 | 1 | 2 | | | | |
| 1913                 | Rathg.               | 17 872 Mü                              |                                        | 90 026 Mü                              | 107 770 Mü | 107 770 Mü | 01/1962 | AT: CH; IT | H; Wsbr; Ahbr; | 4 | | G | D | 1 | 1 | 1 | 1 | 2 | | | | |
| 1913                 | Rathg.               | 17 873 Mü                              |                                        | 90 005 Wür                             | 107 771 Mü | 107 771 Mü | 02/1959 | CH;IT | H; Wsbr; Ahbr; | 4 | | G | D | 1 | 1 | 1 | 1 | 2 | | | | |
| Blatt-Nr. 232        | Blatt-Nr. 232        |                                        | PPü                                    |                                        | Pw4ü Bay 09 | Pw4ü Bay 09 | Pw4ü Bay 09/21a | | (siehe Legende) | | | (siehe Legende) | (siehe Legende) | | D | G | V | Z | (siehe Legende) | Rückbau beider Zollabteile | | |
| 1919                 | Rathg.               |                                        | 17 851 Mü                              |                                        | 90 047 Mü | 107 943 Mü | 107 943 Mü | 07/1950 | H; Wsbr; Ahbr; | 4 | | G | D | 1 | 1 | 1 | 1 | 2 | | Altschadwagen | | |
| 1919                 | Rathg.               | 17 852 Mü                              |                                        | 90 048 Mü                              | 107 944 Mü | 107 944 Mü | ? 1945 | | H; Wsbr; Ahbr; | 4 | | G | D | 1 | 1 | 1 | 1 | 2 | | | | |
| 1919                 | Rathg.               | 17 853 Mü                              |                                        | 90 049 Mü                              | 107 945 Mü | 107 945 Mü | 08/1959 | | H; Wsbr; Ahbr; | 4 | | G | D | 1 | 1 | 1 | 1 | 2 | | | | |
| 1919                 | Rathg.               | 17 854 Mü                              |                                        | 90 050 Mü                              | 107 946 Mü | 107 946 Mü | ? 1945 | | H; Wsbr; Ahbr; | 4 | | G | D | 1 | 1 | 1 | 1 | 2 | | | | |
| 1919                 | Rathg.               | 17 855 Mü                              |                                        | 90 051 Mü                              | 107 947 Mü | 107 947 Mü | 07/1958 | | H; Wsbr; Ahbr; | 4 | | G | D | 1 | 1 | 1 | 1 | 2 | | | | |
| 1919                 | Rathg.               | 17 856 Mü                              | X                                      |                                        | | | 11/1919 | | H; Wsbr; Ahbr; | 4 | | G | D | 1 | 1 | 1 | 1 | 2 | | | | |
| 1919                 | Rathg.               | 17 857 Mü                              |                                        | 90 016 Nür                             | 107 948 Nür | 107 948 Nür | 07/1948 | Altschadwagen | H; Wsbr; Ahbr; | 4 | | G | D | 1 | 1 | 1 | 1 | 2 | | | | |
| 1919                 | Rathg.               | 17 860 Wü                              |                                        | 90 002 Wür                             | 107 951 Nür | 107 951 Nür | ? 1945 | | H; Wsbr; Ahbr; | 4 | | G | D | 1 | 1 | 1 | 1 | 2 | | | | |
| 1919                 | Rathg.               | 17 861 Mü                              | X                                      |                                        | | | 11/1919 | | H; Wsbr; Ahbr; | 4 | | G | D | 1 | 1 | 1 | 1 | 2 | | | | |
| 1919                 | Rathg.               | 17 862 Mü                              | X                                      |                                        | | | 11/1919 | | H; Wsbr; Ahbr; | 4 | | G | D | 1 | 1 | 1 | 1 | 2 | | | | |
| 1919                 | Rathg.               | 17 863 Mü                              | X                                      |                                        | | | 11/1919 | | H; Wsbr; Ahbr; | 4 | | G | D | 1 | 1 | 1 | 1 | 2 | | | | |
| Legende Bremsen      | Legende Bremsen      | Legende Bremsen                        | Handbremstypen                         | Handbremstypen                         | BrH = Bremserhaus; Pl = Handbremse auf Plattform; Fsbr = Freisitzbremse | BrH = Bremserhaus; Pl = Handbremse auf Plattform; Fsbr = Freisitzbremse | BrH = Bremserhaus; Pl = Handbremse auf Plattform; Fsbr = Freisitzbremse | BrH = Bremserhaus; Pl = Handbremse auf Plattform; Fsbr = Freisitzbremse | BrH = Bremserhaus; Pl = Handbremse auf Plattform; Fsbr = Freisitzbremse | BrH = Bremserhaus; Pl = Handbremse auf Plattform; Fsbr = Freisitzbremse | BrH = Bremserhaus; Pl = Handbremse auf Plattform; Fsbr = Freisitzbremse | BrH = Bremserhaus; Pl = Handbremse auf Plattform; Fsbr = Freisitzbremse | BrH = Bremserhaus; Pl = Handbremse auf Plattform; Fsbr = Freisitzbremse | BrH = Bremserhaus; Pl = Handbremse auf Plattform; Fsbr = Freisitzbremse | BrH = Bremserhaus; Pl = Handbremse auf Plattform; Fsbr = Freisitzbremse | BrH = Bremserhaus; Pl = Handbremse auf Plattform; Fsbr = Freisitzbremse | BrH = Bremserhaus; Pl = Handbremse auf Plattform; Fsbr = Freisitzbremse | BrH = Bremserhaus; Pl = Handbremse auf Plattform; Fsbr = Freisitzbremse | BrH = Bremserhaus; Pl = Handbremse auf Plattform; Fsbr = Freisitzbremse | BrH = Bremserhaus; Pl = Handbremse auf Plattform; Fsbr = Freisitzbremse | BrH = Bremserhaus; Pl = Handbremse auf Plattform; Fsbr = Freisitzbremse | BrH = Bremserhaus; Pl = Handbremse auf Plattform; Fsbr = Freisitzbremse |
|                      |                      |                                        | Druckluftbremsen                       | Druckluftbremsen                       | Hnbr = Henri-Bremse; Hsbr = Henri-Schnellbremse; Kp. = Knorr-Bremse; Sbr. = Schleifer-Bremse; Ssbr = Schleifer-Schnellbremse; Wbr = Westinghouse-Bremse; Wsbr = Westinghouse-Schnellbremse; | Hnbr = Henri-Bremse; Hsbr = Henri-Schnellbremse; Kp. = Knorr-Bremse; Sbr. = Schleifer-Bremse; Ssbr = Schleifer-Schnellbremse; Wbr = Westinghouse-Bremse; Wsbr = Westinghouse-Schnellbremse; | Hnbr = Henri-Bremse; Hsbr = Henri-Schnellbremse; Kp. = Knorr-Bremse; Sbr. = Schleifer-Bremse; Ssbr = Schleifer-Schnellbremse; Wbr = Westinghouse-Bremse; Wsbr = Westinghouse-Schnellbremse; | Hnbr = Henri-Bremse; Hsbr = Henri-Schnellbremse; Kp. = Knorr-Bremse; Sbr. = Schleifer-Bremse; Ssbr = Schleifer-Schnellbremse; Wbr = Westinghouse-Bremse; Wsbr = Westinghouse-Schnellbremse; | Hnbr = Henri-Bremse; Hsbr = Henri-Schnellbremse; Kp. = Knorr-Bremse; Sbr. = Schleifer-Bremse; Ssbr = Schleifer-Schnellbremse; Wbr = Westinghouse-Bremse; Wsbr = Westinghouse-Schnellbremse; | Hnbr = Henri-Bremse; Hsbr = Henri-Schnellbremse; Kp. = Knorr-Bremse; Sbr. = Schleifer-Bremse; Ssbr = Schleifer-Schnellbremse; Wbr = Westinghouse-Bremse; Wsbr = Westinghouse-Schnellbremse; | Hnbr = Henri-Bremse; Hsbr = Henri-Schnellbremse; Kp. = Knorr-Bremse; Sbr. = Schleifer-Bremse; Ssbr = Schleifer-Schnellbremse; Wbr = Westinghouse-Bremse; Wsbr = Westinghouse-Schnellbremse; | Hnbr = Henri-Bremse; Hsbr = Henri-Schnellbremse; Kp. = Knorr-Bremse; Sbr. = Schleifer-Bremse; Ssbr = Schleifer-Schnellbremse; Wbr = Westinghouse-Bremse; Wsbr = Westinghouse-Schnellbremse; | Hnbr = Henri-Bremse; Hsbr = Henri-Schnellbremse; Kp. = Knorr-Bremse; Sbr. = Schleifer-Bremse; Ssbr = Schleifer-Schnellbremse; Wbr = Westinghouse-Bremse; Wsbr = Westinghouse-Schnellbremse; | Hnbr = Henri-Bremse; Hsbr = Henri-Schnellbremse; Kp. = Knorr-Bremse; Sbr. = Schleifer-Bremse; Ssbr = Schleifer-Schnellbremse; Wbr = Westinghouse-Bremse; Wsbr = Westinghouse-Schnellbremse; | Hnbr = Henri-Bremse; Hsbr = Henri-Schnellbremse; Kp. = Knorr-Bremse; Sbr. = Schleifer-Bremse; Ssbr = Schleifer-Schnellbremse; Wbr = Westinghouse-Bremse; Wsbr = Westinghouse-Schnellbremse; | Hnbr = Henri-Bremse; Hsbr = Henri-Schnellbremse; Kp. = Knorr-Bremse; Sbr. = Schleifer-Bremse; Ssbr = Schleifer-Schnellbremse; Wbr = Westinghouse-Bremse; Wsbr = Westinghouse-Schnellbremse; | Hnbr = Henri-Bremse; Hsbr = Henri-Schnellbremse; Kp. = Knorr-Bremse; Sbr. = Schleifer-Bremse; Ssbr = Schleifer-Schnellbremse; Wbr = Westinghouse-Bremse; Wsbr = Westinghouse-Schnellbremse; | Hnbr = Henri-Bremse; Hsbr = Henri-Schnellbremse; Kp. = Knorr-Bremse; Sbr. = Schleifer-Bremse; Ssbr = Schleifer-Schnellbremse; Wbr = Westinghouse-Bremse; Wsbr = Westinghouse-Schnellbremse; | Hnbr = Henri-Bremse; Hsbr = Henri-Schnellbremse; Kp. = Knorr-Bremse; Sbr. = Schleifer-Bremse; Ssbr = Schleifer-Schnellbremse; Wbr = Westinghouse-Bremse; Wsbr = Westinghouse-Schnellbremse; | Hnbr = Henri-Bremse; Hsbr = Henri-Schnellbremse; Kp. = Knorr-Bremse; Sbr. = Schleifer-Bremse; Ssbr = Schleifer-Schnellbremse; Wbr = Westinghouse-Bremse; Wsbr = Westinghouse-Schnellbremse; | Hnbr = Henri-Bremse; Hsbr = Henri-Schnellbremse; Kp. = Knorr-Bremse; Sbr. = Schleifer-Bremse; Ssbr = Schleifer-Schnellbremse; Wbr = Westinghouse-Bremse; Wsbr = Westinghouse-Schnellbremse; | Hnbr = Henri-Bremse; Hsbr = Henri-Schnellbremse; Kp. = Knorr-Bremse; Sbr. = Schleifer-Bremse; Ssbr = Schleifer-Schnellbremse; Wbr = Westinghouse-Bremse; Wsbr = Westinghouse-Schnellbremse; |
|                      |                      |                                        | Saugluftbremsen                        | Saugluftbremsen                        | Hbr = Hardy-Bremse; Ahbr = Autom. Hardy-Vacuumbremse | Hbr = Hardy-Bremse; Ahbr = Autom. Hardy-Vacuumbremse | Hbr = Hardy-Bremse; Ahbr = Autom. Hardy-Vacuumbremse | Hbr = Hardy-Bremse; Ahbr = Autom. Hardy-Vacuumbremse | Hbr = Hardy-Bremse; Ahbr = Autom. Hardy-Vacuumbremse | Hbr = Hardy-Bremse; Ahbr = Autom. Hardy-Vacuumbremse | Hbr = Hardy-Bremse; Ahbr = Autom. Hardy-Vacuumbremse | Hbr = Hardy-Bremse; Ahbr = Autom. Hardy-Vacuumbremse | Hbr = Hardy-Bremse; Ahbr = Autom. Hardy-Vacuumbremse | Hbr = Hardy-Bremse; Ahbr = Autom. Hardy-Vacuumbremse | Hbr = Hardy-Bremse; Ahbr = Autom. Hardy-Vacuumbremse | Hbr = Hardy-Bremse; Ahbr = Autom. Hardy-Vacuumbremse | Hbr = Hardy-Bremse; Ahbr = Autom. Hardy-Vacuumbremse | Hbr = Hardy-Bremse; Ahbr = Autom. Hardy-Vacuumbremse | Hbr = Hardy-Bremse; Ahbr = Autom. Hardy-Vacuumbremse | Hbr = Hardy-Bremse; Ahbr = Autom. Hardy-Vacuumbremse | Hbr = Hardy-Bremse; Ahbr = Autom. Hardy-Vacuumbremse | Hbr = Hardy-Bremse; Ahbr = Autom. Hardy-Vacuumbremse |
| Legende BL           | Legende BL           | Legende BL                             | Arten der Beleuchtung                  | Arten der Beleuchtung                  | P = Petroleumleuchte; G = Gasleuchte; Gg = Gas-Glühleuchte; El = elektrische Beleuchtung | P = Petroleumleuchte; G = Gasleuchte; Gg = Gas-Glühleuchte; El = elektrische Beleuchtung | P = Petroleumleuchte; G = Gasleuchte; Gg = Gas-Glühleuchte; El = elektrische Beleuchtung | P = Petroleumleuchte; G = Gasleuchte; Gg = Gas-Glühleuchte; El = elektrische Beleuchtung | P = Petroleumleuchte; G = Gasleuchte; Gg = Gas-Glühleuchte; El = elektrische Beleuchtung | P = Petroleumleuchte; G = Gasleuchte; Gg = Gas-Glühleuchte; El = elektrische Beleuchtung | P = Petroleumleuchte; G = Gasleuchte; Gg = Gas-Glühleuchte; El = elektrische Beleuchtung | P = Petroleumleuchte; G = Gasleuchte; Gg = Gas-Glühleuchte; El = elektrische Beleuchtung | P = Petroleumleuchte; G = Gasleuchte; Gg = Gas-Glühleuchte; El = elektrische Beleuchtung | P = Petroleumleuchte; G = Gasleuchte; Gg = Gas-Glühleuchte; El = elektrische Beleuchtung | P = Petroleumleuchte; G = Gasleuchte; Gg = Gas-Glühleuchte; El = elektrische Beleuchtung | P = Petroleumleuchte; G = Gasleuchte; Gg = Gas-Glühleuchte; El = elektrische Beleuchtung | P = Petroleumleuchte; G = Gasleuchte; Gg = Gas-Glühleuchte; El = elektrische Beleuchtung | P = Petroleumleuchte; G = Gasleuchte; Gg = Gas-Glühleuchte; El = elektrische Beleuchtung | P = Petroleumleuchte; G = Gasleuchte; Gg = Gas-Glühleuchte; El = elektrische Beleuchtung | P = Petroleumleuchte; G = Gasleuchte; Gg = Gas-Glühleuchte; El = elektrische Beleuchtung | P = Petroleumleuchte; G = Gasleuchte; Gg = Gas-Glühleuchte; El = elektrische Beleuchtung | P = Petroleumleuchte; G = Gasleuchte; Gg = Gas-Glühleuchte; El = elektrische Beleuchtung |
| Legende HZ           | Legende HZ           | Legende HZ                             | Arten der Beheizung                    | Arten der Beheizung                    | O = Ofenheizung; D = Dampfheizung; Pr. = Presskohleheizung; L = nur Dampfleitung | O = Ofenheizung; D = Dampfheizung; Pr. = Presskohleheizung; L = nur Dampfleitung | O = Ofenheizung; D = Dampfheizung; Pr. = Presskohleheizung; L = nur Dampfleitung | O = Ofenheizung; D = Dampfheizung; Pr. = Presskohleheizung; L = nur Dampfleitung | O = Ofenheizung; D = Dampfheizung; Pr. = Presskohleheizung; L = nur Dampfleitung | O = Ofenheizung; D = Dampfheizung; Pr. = Presskohleheizung; L = nur Dampfleitung | O = Ofenheizung; D = Dampfheizung; Pr. = Presskohleheizung; L = nur Dampfleitung | O = Ofenheizung; D = Dampfheizung; Pr. = Presskohleheizung; L = nur Dampfleitung | O = Ofenheizung; D = Dampfheizung; Pr. = Presskohleheizung; L = nur Dampfleitung | O = Ofenheizung; D = Dampfheizung; Pr. = Presskohleheizung; L = nur Dampfleitung | O = Ofenheizung; D = Dampfheizung; Pr. = Presskohleheizung; L = nur Dampfleitung | O = Ofenheizung; D = Dampfheizung; Pr. = Presskohleheizung; L = nur Dampfleitung | O = Ofenheizung; D = Dampfheizung; Pr. = Presskohleheizung; L = nur Dampfleitung | O = Ofenheizung; D = Dampfheizung; Pr. = Presskohleheizung; L = nur Dampfleitung | O = Ofenheizung; D = Dampfheizung; Pr. = Presskohleheizung; L = nur Dampfleitung | O = Ofenheizung; D = Dampfheizung; Pr. = Presskohleheizung; L = nur Dampfleitung | O = Ofenheizung; D = Dampfheizung; Pr. = Presskohleheizung; L = nur Dampfleitung | O = Ofenheizung; D = Dampfheizung; Pr. = Presskohleheizung; L = nur Dampfleitung |
| Legende Signalhalter | Legende Signalhalter | Legende Signalhalter                   | zum Übergang nach                      | zum Übergang nach                      | AT = Österreich; IT = Italien; CH = Schweiz; FR = Frankreich; BE = Belgien | AT = Österreich; IT = Italien; CH = Schweiz; FR = Frankreich; BE = Belgien | AT = Österreich; IT = Italien; CH = Schweiz; FR = Frankreich; BE = Belgien | AT = Österreich; IT = Italien; CH = Schweiz; FR = Frankreich; BE = Belgien | AT = Österreich; IT = Italien; CH = Schweiz; FR = Frankreich; BE = Belgien | AT = Österreich; IT = Italien; CH = Schweiz; FR = Frankreich; BE = Belgien | AT = Österreich; IT = Italien; CH = Schweiz; FR = Frankreich; BE = Belgien | AT = Österreich; IT = Italien; CH = Schweiz; FR = Frankreich; BE = Belgien | AT = Österreich; IT = Italien; CH = Schweiz; FR = Frankreich; BE = Belgien | AT = Österreich; IT = Italien; CH = Schweiz; FR = Frankreich; BE = Belgien | AT = Österreich; IT = Italien; CH = Schweiz; FR = Frankreich; BE = Belgien | AT = Österreich; IT = Italien; CH = Schweiz; FR = Frankreich; BE = Belgien | AT = Österreich; IT = Italien; CH = Schweiz; FR = Frankreich; BE = Belgien | AT = Österreich; IT = Italien; CH = Schweiz; FR = Frankreich; BE = Belgien | AT = Österreich; IT = Italien; CH = Schweiz; FR = Frankreich; BE = Belgien | AT = Österreich; IT = Italien; CH = Schweiz; FR = Frankreich; BE = Belgien | AT = Österreich; IT = Italien; CH = Schweiz; FR = Frankreich; BE = Belgien | AT = Österreich; IT = Italien; CH = Schweiz; FR = Frankreich; BE = Belgien |